# Adultocentrismo
La palabra adultocentrismo hace referencia a la existencia de un tipo de hegemonía, una relación social asimétrica entre las personas adultas, que ostentan el poder y son el modelo de referencia para la visión del mundo, y otras personas, infancias, adolescencias, juventudes o personas mayores.
Se trata de una visión del mundo construida sobre y relacionada con el orden social, que se caracteriza por las relaciones de dominación y las personas cuya edad está por debajo o por encima de la que se considere que dura la etapa adulta. Es decir, un androcentrismo, sin diferencia de géneros pero sí con una tiranía de la gente adulta frente a las personas menores de edad, las post-adolescentes y ancianos, generado un sistema estructural adultocentrista.
El adultocentrismo se traduce en prácticas que sustentan la representación de las personas adultas como un modelo acabado al que aspirar y, a través del cual, cumplir las tareas y aspiraciones sociales. Esta visión orienta las políticas y programas destinadas a las personas jóvenes y mayores. El adultocentrismo se apoya, para reproducirse, de instituciones como el estado, la iglesia, los medios de comunicación, la estructura familiar y los institutos educativos.
El adultocentrismo es una categoría de análisis que visibiliza la construcción social que tiene como eje/base la exclusión y la discriminación de personas con base en la edad; mientras que el adultismo es cualquier comportamiento, acción o lenguaje que limita o pone en duda las capacidades de las juventudes por el solo hecho de tener menos años de vida.

## Clases de edad
El adultocentrismo es un proceso producido históricamente. Existen numerosos relatos en la historia humana, en diferentes sociedades, que reflejan relaciones entre clases de edad, las describen por su carácter conflictivo y relatan las asimetrías y el autoritarismo que reproducen.
El adultocentrismo se relaciona con el concepto de "clases de edad", que se puede explicar como la existencia de diferentes clases sociales en la vida de una persona, ya que dependiendo de su edad se definirán sus derechos, privilegios y deberes. La transición entre estas clases se delimitará, dependiendo de las circunstancias, por momentos como el matrimonio, el empleo, la culminación de estudios o el servicio militar. Se trata de una división variable histórica y culturalmente, construida en el seno de cada grupo social según las condiciones materiales y sociales del momento. Las diversas clases de edad son una construcción social y la sociedad occidental se caracteriza por su adultocentrismo, es decir, el predominio de las personas en etapa adulta y la subordinación de las personas en el resto de edades. 

## Violencia adultista
Se trata de la forma específica en que se expresa la opresión por edad. Se manifiesta en el ejercicio desigual del poder, en la negación de las personas niñas, adolescentes y jóvenes como interlocutoras válidas para con las personas adultas, en la subestimación de sus capacidades para asumir responsabilidades y tomar decisiones sobre su propia vida, en su no reconocimiento como sujetos de derechos y actores clave del desarrollo y por tanto de acción transformadora, en la certeza del NNAJ (niños, niñas, adolescentes y jóvenes) de que es posible disponer del cuerpo y la voluntad de los niños y niñas. 
La violencia adultista, que funda el modo en que se establece el vínculo intergeneracional en nuestras sociedades, no solo es ejercida por las personas adultas, sino que también es producida, naturalizada y reproducida por las nuevas generaciones, como corolario del tránsito por un proceso de socialización gestado y gestionado por el sistema adultocentrista. Este hecho se expresa en la aceptación del maltrato intrafamiliar (‘solo mis papás me pueden pegar’), o en la certeza íntima de que sus pensamientos no valen como los de los más grandes; así como también, en la reproducción de los vínculos adultistas para con personas niñas de menor edad, viéndose en esos casos cómo, por ejemplo, un chico de diez años trata a su hermano de cuatro con las mismas lógicas adultistas con las cuales sus referentes adultos lo tratan a él.

## Rasgos
La hegemonía adultocentrista se caracteriza por:
- Asociar a la etapa de la infancia o juventud como una etapa de crisis o riesgo por lo que se llevan a cabo medidas tutelares y protectoras.[6]
- Asumir que las niñas, niños, adolescentes y jóvenes son "proyectos de adultos" como etapa de transición y no una forma de ser persona en el presente.
- Invalidar las opiniones, problemáticas y necesidades de NNAJ (niños, niñas, adolescentes y jóvenes) por su falta de preparación y experiencia, dejando de tener voz en círculos sociales y toma de decisiones.
- El adultocentrismo se fortalece con la difusión de un estereotipo sobre la juventud en el imaginario occidental que homogeneiza la imagen sobre los comportamientos de sus integrantes. En este imaginario, se aboceta como una persona de clase media o alta, urbana, estudiante, varón, de raza blanca, heterosexual y sin discapacidad. Esto no significa que en sociedades no occidentales no exista estereotipos adultocentristas, ya que existe una gran diversidad de jóvenes, teniendo en cuenta además factores como la clase social y económica, rango de estudios, identidad y orientación sexual, raza y diversidad funcional.
- Se trata de un proceso paradójico, ya que se incluye a estas edades a través de la educación, intervención y protección social, pero se les excluye de la participación ciudadana y la opinión pública.[7]
- Patologizar a la juventudes, como problemas intrínsecos de esta etapa, cuando en realidad tienen origen en problemas estructurales.

## Modelo tradicional de adulto en el sistema adultocentrista
Dentro de distintas sociedades la adultez garantiza una serie de privilegios sobre los niños, niñas, adolescentes y jóvenes. Los afectados no solo son las personas jóvenes, sino también las mujeres porque el adultocentrismo es otro eje del sistema patriarcal que genera relaciones de poder entre sexos así como entre edades. Ambos esquemas, niegan una participación directa y generan interferencias discriminatorias que silencian las opiniones, problemáticas y necesidades. 
Para qué un adulto supere el adultocentrismo según UNICEF es necesario que las personas adultas: asuman sus límites; reconozcan que no lo saben todo; comprendan que la participación de niñas, niños, adolescentes y jóvenes es necesaria y beneficiosa; y que reconozcan que los derechos de la niñez y  adolescencia no atacan ni violentan a las personas adultas.